# 霍尔洛沃
霍尔洛沃（羅馬化：Khorlovo）是俄罗斯莫斯科州的市级镇，属州辖市沃斯克列先斯克市（城市区），地处莫斯科州东南部，在区行政中心沃斯克列先斯克东北、州府莫斯科东南方。镇北部设有同名铁路车站。
2004年，东侧的市级镇福斯福里特内并入霍尔洛沃镇，2019年取消合并。该地2021年人口有2,960人；2010年人口7,875；2002年人口3,884；1989年人口4,468。